# Peristedion truncatum
Peristedion truncatum är en fiskart som först beskrevs av Günther, 1880.  Peristedion truncatum ingår i släktet Peristedion och familjen Peristediidae. Inga underarter finns listade i Catalogue of Life.